# Dr. Alien - Dallo spazio per amore
Dr. Alien - Dallo spazio per amore (Dr. Alien) è una commedia erotico-demenziale di fantascienza del 1989 diretta da David DeCoteau.
Il film fu distribuito direttamente nel mercato home video anglosassone anche con i titoli alternativi I Was a Teenage Sex Maniac e I Was a Teenage Sex Mutant.

## Trama
Uno studente sfigato di nome Wesley Littlejohn, viene coinvolto in un esperimento dalla sua nuova e sexy insegnante di biologia, la signora Xenobia. Come parte dell'esperimento, Wesley diventa una calamita per ragazze ogni volta che un gambo fallico emerge dalla sua testa. Tuttavia, questo minaccia di allontanare la ragazza a cui tiene davvero, Leanne, e Wesley inizia a sospettare delle motivazioni di Xenobia, il che potrebbe avere qualcosa a che fare con il fatto che in realtà lei sia un'aliena.